# Odynerus thomensis
Odynerus thomensis är en stekelart som beskrevs av Giordani Soika. Odynerus thomensis ingår i släktet lergetingar, och familjen Eumenidae. Inga underarter finns listade i Catalogue of Life.